# 衛門戸丸塚古墳
衛門戸丸塚古墳（よもんどまるづかこふん）は、奈良県奈良市佐紀町衛門戸に所在する円墳と見られる古墳。佐紀盾列古墳群を構成する古墳の1つである。1913年に鉄道建設にともなう砂利採取で墳丘が破壊され、銅鏡14面など多数の遺物が出土している。当古墳は単に丸塚古墳と呼ばれることが多いが全国各地の同名の古墳と区別するため、ここでは研究家の一部においてすでに使用されている衛門戸丸塚古墳の名称を使用する。

## 概要
佐紀陵山古墳の東方、上吉堂池と呼ばれる大きな池の北方に位置し、佐紀瓢箪山古墳（国の史跡）のすぐ南西に隣接する、俗にボウズ山とも呼ばれている古墳である。直径50メートル前後の円墳ではないかと見られるが、墳丘の調査は行われていない。1913年（大正2年）大阪電気軌道の建設工事に伴い砂利の採取が当古墳で行なわれ、大量の遺物が出土している。現在、墳丘の半分は大きく破壊されているが雑木林となって残存している。

## 粘土槨と出土遺物
墳丘中央部の地表下約1.21メートルに南北約3メートル、東西1.51メートルの粘土槨が存在したという。ここから出土した14面の銅鏡をはじめとする遺物は回収され、宮内庁書陵部の所蔵となっている。
遺物の内訳は以下の通りである。
1. 内行花文鏡（直径10.1cm-12.0cm） 7面
2. 神獣鏡（直径16.0cm-22.4cm） 5面
3. 獣形鏡（直径12.9cm-16.2cm） 2面
4. 琴柱形石製品 3個
5. 銅鏃 19個
6. 鉄製刀剣 18口[1]。

## 築造時期
隣接する佐紀瓢箪山古墳の周濠が当古墳の近接する部分だけ築かれていないことから、佐紀瓢箪山古墳より以前に当古墳が築造されたと推察される。副葬品でみると出土鏡の多くは仿製鏡に属するもので、それ以外に石製品があることから、古墳時代前期後半が考えられる。出土鏡には三角縁神獣鏡が含まれない一方、面径20cmを超える大型鏡3面を含む新式神獣鏡が含まれている。このことは、当古墳が、三角縁神獣鏡を威信財とする大和盆地東南部の勢力ではなく、大和盆地北部から河内平野にかけて勢力を張った新勢力による築造であることを示唆する。